# Las joyas de la Castafiore
Las joyas de la Castafiore (Les Bijoux de la Castafiore) es el vigésimo primer álbum de la serie Las aventuras de Tintín, escrita y dibujada por Hergé. Historieta primero publicada por entregas en la revista Tintín desde el 4 de julio de 1961 hasta el 4 de septiembre de 1962, se publicó en forma de álbum en 1963.
Las joyas de la Castafiore constituye un curioso divertimento que se desmarca de lo habitual en los álbumes de Tintín: no hay viajes, no hay grandes acontecimientos, ni siquiera verdaderos villanos.

## Argumento
Mientras el Capitán Haddock descansa en el Castillo de Moulinsart, recibe dos cartas, la primera, de Tchang Tchong Yen, (que la aventura Tintín en el Tíbet va sobre él) y le dice que con los cuidados que le han dado en Londres está mejor, y la segunda de Bianca Castafiore que "se invita" a ella, a su camarera Irma, y a su pianista Wagner al Castillo de Moulinsart. El Capitán Haddock decide marcharse a Italia, pero una mala fortuna le provoca un esguince y tiene que aguantar a la Castafiore en silla de ruedas. A la vez Haddock quiere ayudar a un pueblo gitano que habita cerca del castillo. La diva debe tener mucho cuidado con sus joyas y provoca falsas alarmas por las noches pensando que han desaparecido. Un día vienen periodistas de la revista Paris Flash a hacer un reportaje, y un malentendido entre estos y el Profesor Tornasol hace ver que Haddock se va a casar con la Castafiore, y sus mejores amigos no dudan en felicirtale.
Tras aclarar la confusión, entran a Moulinsart periodistas de todo tipo para hacer un reportaje con la diva, pero ella pierde las joyas en medio del programa y avisan a los detectives Hernández y Fernández. Pero ella encuentra las joyas y los policías se lo toman mal, pero a Tintín le sigue intrigado la misteriosa huida de un fotógrafo del reportaje en medio del programa.
Más tarde desaparecen las joyas de nuevo, y esta vez parece ser verdad. Los policías sospechan de los gitanos de haber cometido el robo. El capitán se alegra un montón, pues no solo se ha recuperado del esguince, sino que la Castafiore le anuncia que se va.
Por último, con la Castafiore en Italia, Tintín descubre que el robo lo ha cometido una urraca, y le devuelven las joyas a la Castafiore.